# Nicke Rosén
Nicke Rosén, född 25 mars 1933 i Delsbo, död 13 maj 2024 var en svensk skulptör och konstnär. Han var verksam både i Delsbo och i Stockholm. 

## Biografi
Rosén studerade vid Konstfackskolan och Kungliga Konsthögskolan i Stockholm. Han har efter studierna huvudsakligen varit verksam som skulptör. Bland hans offentliga arbeten märks reliefer till Lillholmsskolan i Skärholmen, lekskulpturer för Svenska. Bostäder i Hallunda, skulpturen Liten gosse under blommigt täcke i Igelbäcksskolan samt portar för Länssparbanken i Jönköping. 
Utbildad vid Konstfack (1957–58) samt vid Kungliga Konsthögskolan (1959–64), Stockholm. Lärare vid flera konstinstitutioner inom skulptur och arkitektur i Stockholm, medlem i Konstnärsnämnden, Konstutskottet för Skolverket i Stockholm samt hedersmedlem i Skulpturförbundet.
Utställningar (urval):
Nicke Rosén har ställt ut både i Sverige och internationellt, däribland på Centro Domus i Italien med utställningen Dalla Svezia, Smithsonian Museums i USA med utställningen Plastic as Plastic, Multikonst på hundra platser runt om i Sverige, Esbjerg skulpturpark vid Västerhavet i Danmark. Nicke har även ställt ut på Galleri Aronowitsch, Moderna Museet, Liljevalchs, Galleri Maxim i Stockholm samt med sina samlade verk på Hudiksvalls museum.
Offentlig utsmyckning (urval): 
Räntmästartrappan vid Djurgårdsfärjans terminal i Stockholm (1980–1983), Väggpussel 90 m i keramik, Umeå Universitet (1971), Tre keramiska reliefer, Lillholmsskolan, Skärholmen (1971), Den vita springaren, FOA Swedish National Forensic Centre - Polismyndigheten i Linköping (1977), Metallportar till Länssparbanken, Jönköping (1968), Liten tänkare under blommigt täcke, Igelbäcksskolan, Kista (1981). Nickes multipussel har även sålts på Bukowskis. Rosén finns representerad vid Kalmar konstmuseum.